# Tokaji Géza
Tokaji Géza (Makó, 1926. március 6. – Szeged, 1996. szeptember 8.) magyar jogász, egyetemi tanár. Az állam- és jogtudomány kandidátusa (1973).

## Életpályája
Szülei: Tokaji Géza és Szabó Lídia voltak. 1945-ben érettségizett. 1945–1949 között a Szegedi Tudományegyetem Jogtudományi Karának hallgatója volt. 1949–1991 között a Szegedi Tudományegyetem oktatója volt. 1949–1952 a Szegedi Tudományegyetem büntetőjogi tanszékén, gyakornok, 1952–1960 között tanársegéd, 1960–1974 között adjunktus, 1974-től docens. 1983–1987 között tanszékcsoport-vezetőként tevékenykedett. 1991-ben nyugdíjba vonult. 1993-tól címzetes egyetemi tanárként dolgozott.
Kutatási területe a bűncselekmény tana volt.

## Magánélete
1962-ben házasságot kötött Kovácsy Judittal. Egy fiuk született: Zsolt (1963).

## Művei
- A bűncselekménytan alapjai a magyar büntetőjogban (1984)
- A magyar büntetőjog általános része I–II. (1993)